# Heckfeld
Heckfeld ist einer von zwölf Stadtteilen der Stadt Lauda-Königshofen im Main-Tauber-Kreis, dem nördlichsten Landkreis Baden-Württembergs.

## Geographie

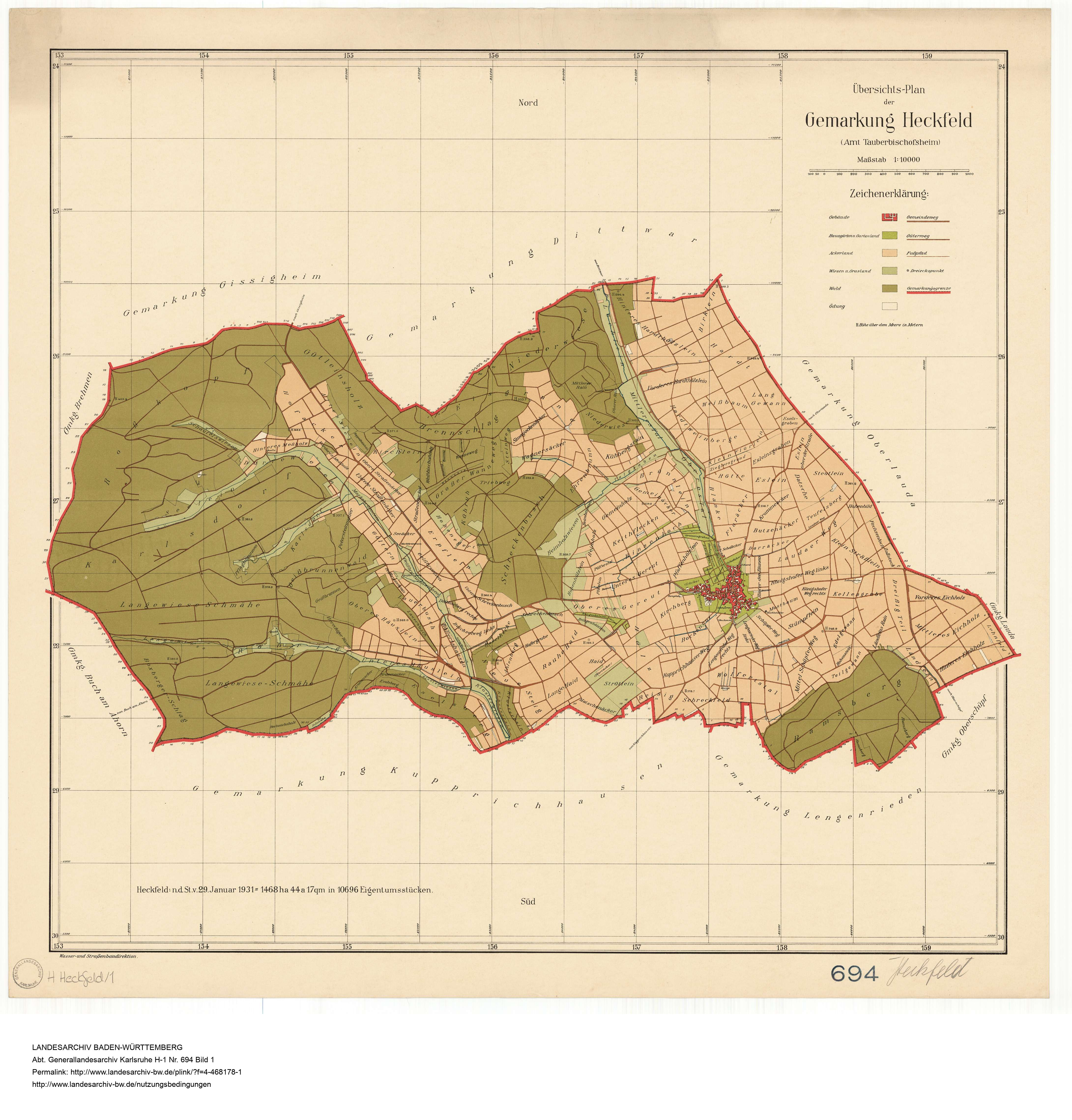
Gemarkung von Heckfeld, 1931

### Geographische Lage
Heckfeld hat 383 Einwohner (Stand: Januar 2024) und nimmt eine Fläche von 14,70 Quadratkilometern ein. Heckfeld als kleiner Ortsteil weist damit den größten Anteil an der Gemarkungsfläche aller zwölf Stadtteile Lauda-Königshofens auf. Daneben ist Heckfeld mit 325 m ü. NN auch der am höchsten gelegene Stadtteil Lauda-Königshofens.
Heckfeld liegt 7 Kilometer westlich des Stadtzentrums Lauda am Ursprung des Muckbachtals. Auf der Heckfelder Gemarkung entspringt der Muckbach, dessen Wasser durch ein langes Tal zum Kreuzhölzle bei Dittwar fließt, bevor er am Dittwarer Bahnhof von rechts in die Brehmbach mündet, die wiederum bei Tauberbischofsheim von links in die untere Tauber mündet.

### Schutzgebiete
Auf der Heckfelder Gemarkung gibt es ein Wasserschutzgebiet: Wasserschutzgebiet Dittwar/Königheim/Gissigheim/Heckfeld/Oberlauda (WSG-Nr. 128208); 5986,90 ha; seit dem 22. Juli 1994. Es ist damit eines der größten Wasserschutzgebiete im Main-Tauber-Kreis.

## Geschichte
Das Dorf gehörte zum Amt Lauda. Dieses hatte bis 1506 eine Reihe wechselnder Landesherrschaften und war dann Teil des Bistums Würzburg bis zu dessen Säkularisation 1803. Es kam zunächst an das Fürstentum Leiningen. Nach Auflösung des Fürstentums 1806 durch die Rheinbundakte wurde es dann dem Großherzogtum Baden zugeschlagen.
Am 1. Januar 1974 wurde Beckstein in die Stadt Lauda eingegliedert und kam mit dieser am 1. Januar 1975 zu Lauda-Königshofen.
2014 feierte Heckfeld sein 800-jähriges Bestehen mit einer großen Brauchtumsschau.

### Abgegangene Ortschaften
Die abgegangenen Ortschaften Baldertshausen, Ehrbrunn, Hattendorf, Karlsdorf und möglicherweise Tenbach lagen auf der Heckfelder Gemarkung.

## Religion
Es gibt eine katholische Pfarrgemeinde St. Vitus.

## Wirtschaft und Infrastruktur

### Verkehr

#### Straßenverkehr
Heckfeld verfügt nach 8 km über eine Verkehrsanbindung an die Autobahnanschlussstelle Ahorn der Bundesautobahn 81. Nach 7 km ist die Stadt Lauda erreichbar mit einem Anschluss zur B 290. In 10 km ist die Kreisstadt Tauberbischofsheim erreichbar. Über Tauberbischofsheim hat man sowohl Anschluss an die B 27 als auch an die B 290. Über die B 290 besteht bei Tauberbischofsheim eine weitere Verkehrsanbindung an die Bundesautobahn 81.

#### Linienbus
Die Buslinie 942 der VerkehrsGesellschaft Main-Tauber führt durch Heckfeld mit der Haltestelle Heckfeld Ort. Von Heckfeld aus führt diese Buslinie in zwei Richtungen: zum einen über Oberlauda nach Lauda; zum anderen über Kupprichhausen, Ahorn-Buch und Oberschüpf nach Unterschüpf.

### Wohnen und Bauen

#### Baugebiete
Heckfeld besteht aus einem historisch gewachsenen und dicht bebauten Ortskern und Neubaugebieten, die sich vor allem am Kirchberg zwischen den 1970er und 1990er Jahren sukzessive nach Westen ausgedehnt haben. Mit dem „Kirchberg III“ verfügt Heckfeld aktuell am westlichen Ortsrand über ein Baugebiet. Der alte Kern Heckfelds weist ein dörfliches Ortsbild mit landwirtschaftlicher Prägung auf, wobei nur noch ein Haupterwerbslandwirt in der Innerortslage ansässig ist. Viele Gebäude im Ortskern stammen aus dem 19. Jahrhundert. Zurückgehend auf die landwirtschaftliche Nutzung fällt eine nur geringe Anzahl privater Hausgärten auf. Jedoch besitzt Heckfeld ein größeres, ortsbildprägendes Kleingartengebiet am nördlichen Ortsrand.

#### MELAP-PLUS-Modellort
Im Jahr 2010 bewarb sich Heckfeld für das landesweite Modellprojekt „MELAP PLUS“ – mit Erfolg: Heckfeld wurde eines der 13 MELAP-PLUS-Modellorte in Baden-Württemberg. Fördergelder gibt es seitdem vor allem für Umnutzungen und Modernisierung, aber auch für Neubauten im Altort oder einen Abriss mit nachfolgender Freiraumgestaltung.

### Energie

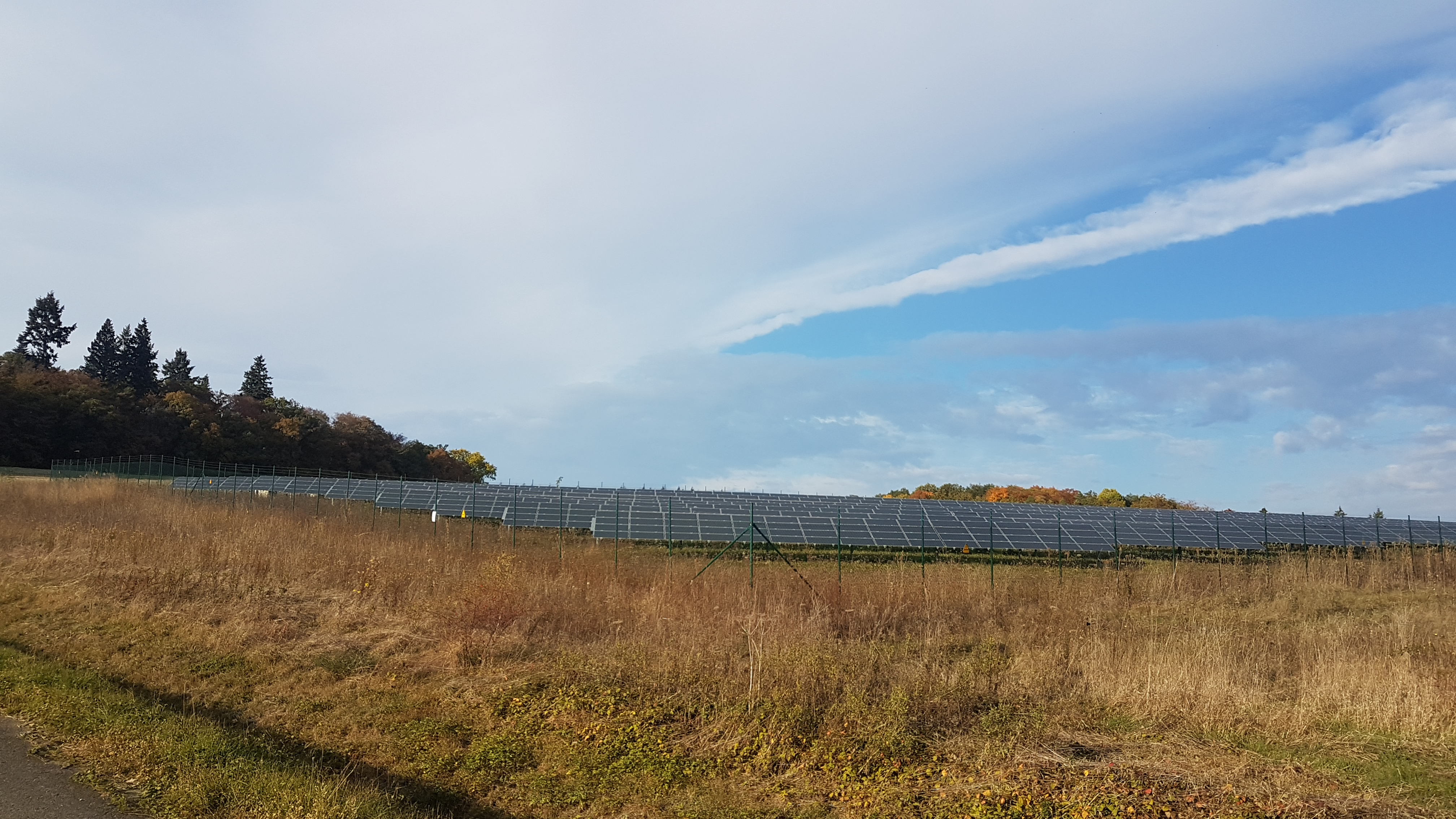
Blick auf den „Solarpark Heckfeld“ an der A 81

#### Windkraft
2001 wurden in Heckfeld zwei Windkraftanlagen errichtet mit einer gemeinsamen installierten Leistung von 2,0 Megawatt.
2019 wurde vom Projektbetreiber juwi im „Windpark Heckfeld“ mit dem Bau von zwei weiteren Windkraftanlagen begonnen. Mit einer Leistung von je 3,45 Megawatt werden diese jährlich Ökostrom für mehr als 5300 Haushalte liefern.

#### Photovoltaik
2010 wurde durch die Genossenschaft Bürgerenergie Tauberfranken der „Solarpark Heckfeld“ gegründet. Mit seinen 23.640 Solarmodulen erzielt der „Solarpark Heckfeld“ eine elektrische Leistung von 1.891 kWp.

### Öffentliche Einrichtungen
Freiwillige Feuerwehr mit Feuerwehrhaus

## Kultur und Sehenswürdigkeiten

### Museen
In Heckfeld gibt es ein Heimatmuseum. Dabei handelt es sich um ein ehemaliges Bauernhaus mit zwei Stockwerken und sechs Zimmern. Der Schwerpunkt liegt auf Alltagsgegenständen des früheren häuslichen Lebens.

### Theatergruppe
Heckfeld kann auf eine lange Theatertradition zurückblicken, denn schon in den „Nachkriegsjahren“ wurden regelmäßig Theaterabende in den örtlichen Gaststätten durchgeführt. Der FC Heckfeld griff diese Tradition später wieder auf und führte jährlich zur Weihnachtsfeier ein bis zwei kleiner Stücke auf. Viele Theaterbegeisterte fanden sich und so entstand die Theatergruppe „Frei Schnauze“ als Untergruppe des Sportvereins.
2014 feierte diese Gruppe ihr 25-jähriges Bühnenjubiläum. Die Aufführungen finden jedes Jahr an den ersten drei Oktoberwochenenden im Sportheim Heckfeld statt.

### Bauwerke und Baudenkmäler

#### Pfarrkirche St. Vitus

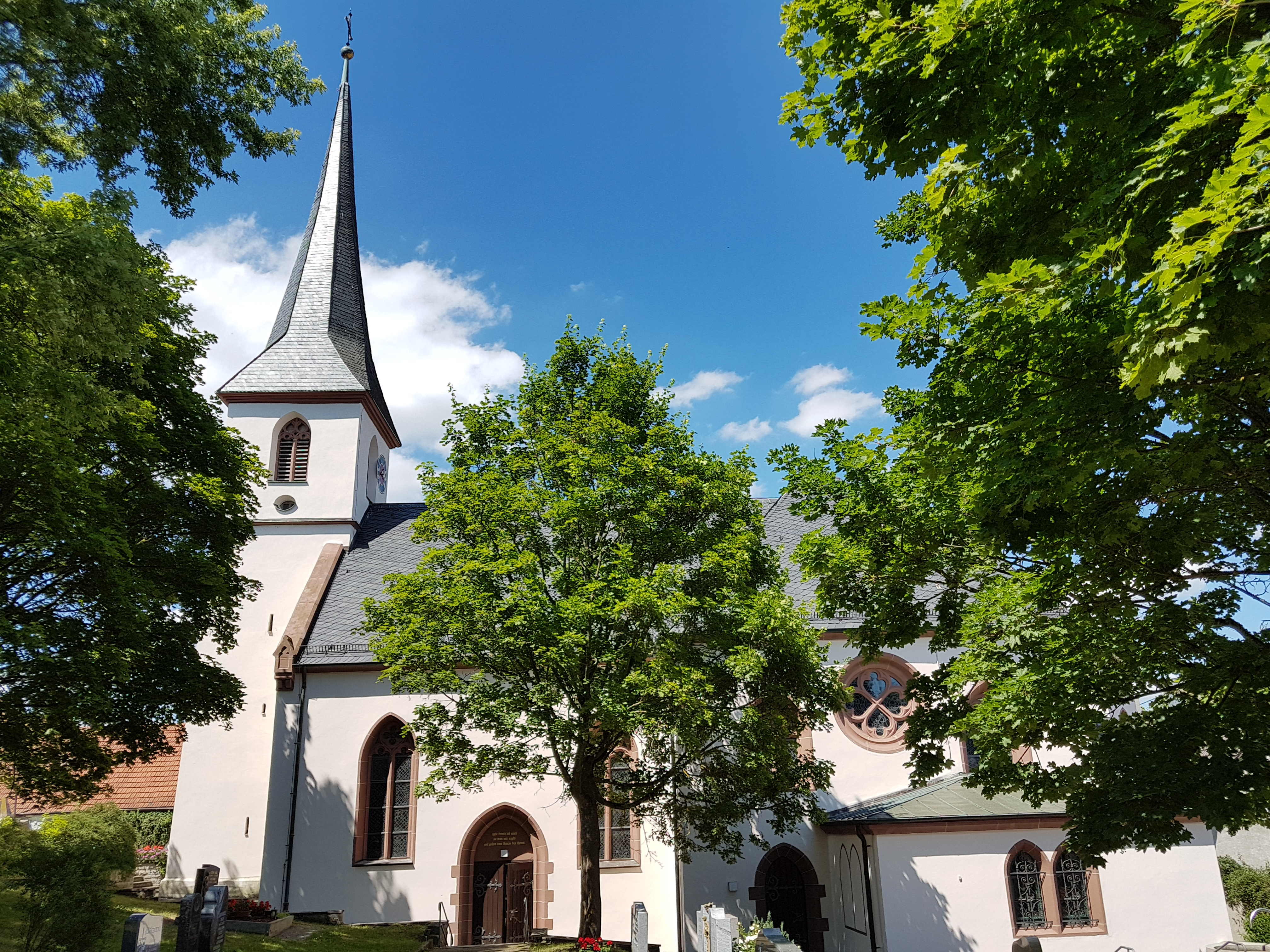
St. Vitus in Heckfeld (2017)

Die katholische Pfarrkirche St. Vitus wurde 1604 in Heckfeld durch den Würzburger Fürstbischof Julius Echter erbaut. An diesem Ort wird ein Vorgängerbau angenommen, vermutlich ein kleines Kirchlein. 1894 kam es zu einer Erweiterung der Kirche. Ebenfalls 1894 erhielt die Kirche eine Veit-Orgel und 1896 den Josefsaltar. Die letzte größere Renovierung fand im Jahre 1970 statt.

#### Autobahnbrücken

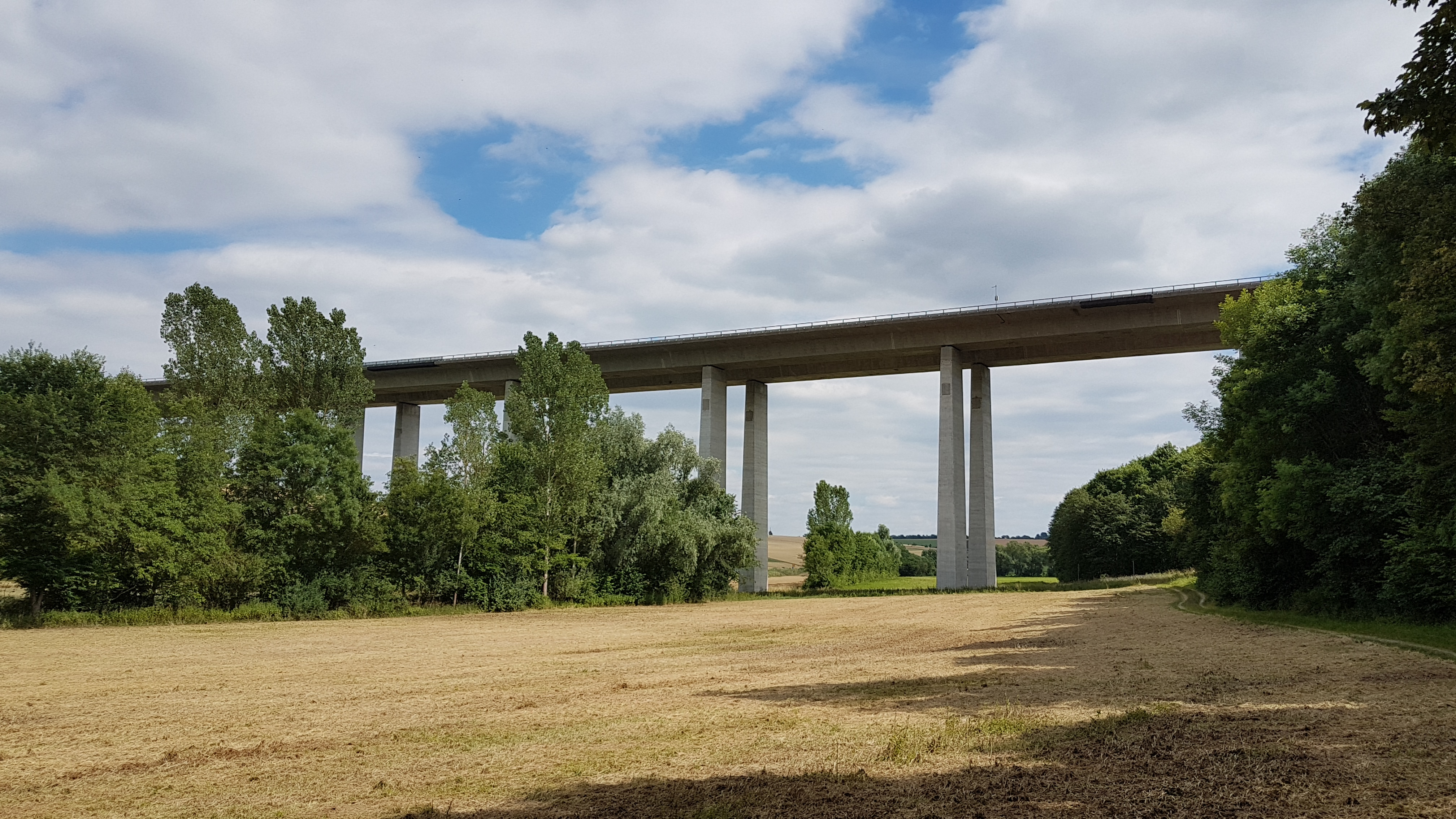
Die Muckbachtalbrücke der A 81, Blick in Richtung Heckfeld (2017)

Auf der Heckfelder Gemarkung liegen mit der Muckbachtalbrücke (330 m Länge; 40 m Höhe) über das Muckbachtal in Richtung Dittwar und der Schüpfbachtalbrücke (280 m Länge; 27 m Höhe) über das Schüpfbachtal am Heckfelder See zwei größere Autobahnbrücken der Bundesautobahn 81.

#### Brunnenanlagen
In Heckfeld gibt es mehrere Brunnenanlagen (u. a. „Rathausbrunnen“ und „Vier-Röhrenbrunnen“). Der „Vier-Röhrenbrunnen“ wird jedes Jahr zu Ostern als Osterbrunnen gestaltet.

#### Dorfpavillon
Neben dem Heckfelder Rathaus befindet sich ein Dorfpavillon. Dort findet jährlich der „Landfrauentreff“ statt. Auch das „Maibaumfest“ wird hier alljährlich gefeiert.

### Naherholung

#### Heckfelder See
Der Heckfelder See wird unter anderem durch den Angelsportverein Lauda zum Zwecke des Sportfischens benutzt.

Ansichten des großen und kleinen Heckfelder Sees (2017)
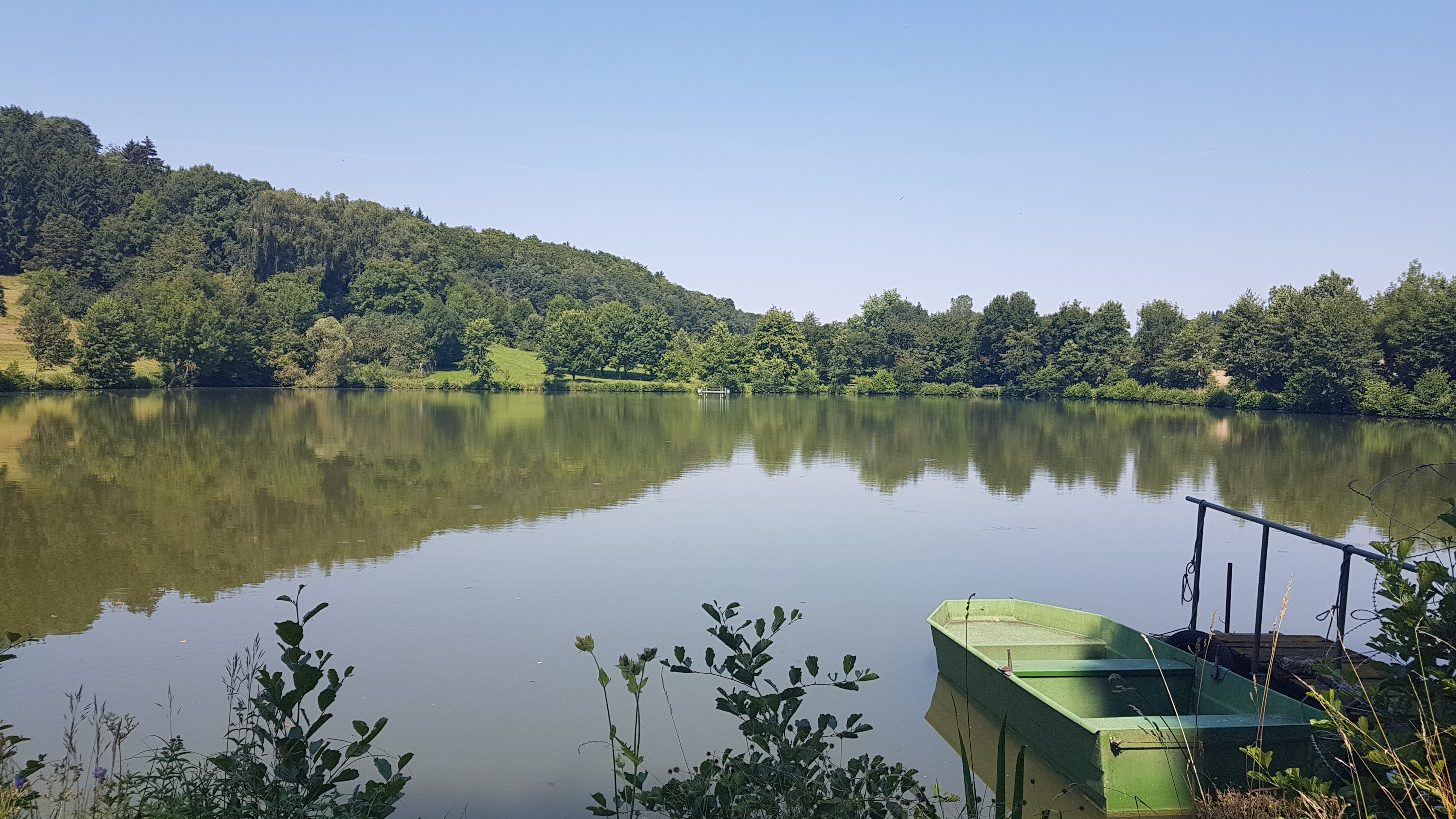
Der große bzw. untere Heckfelder See
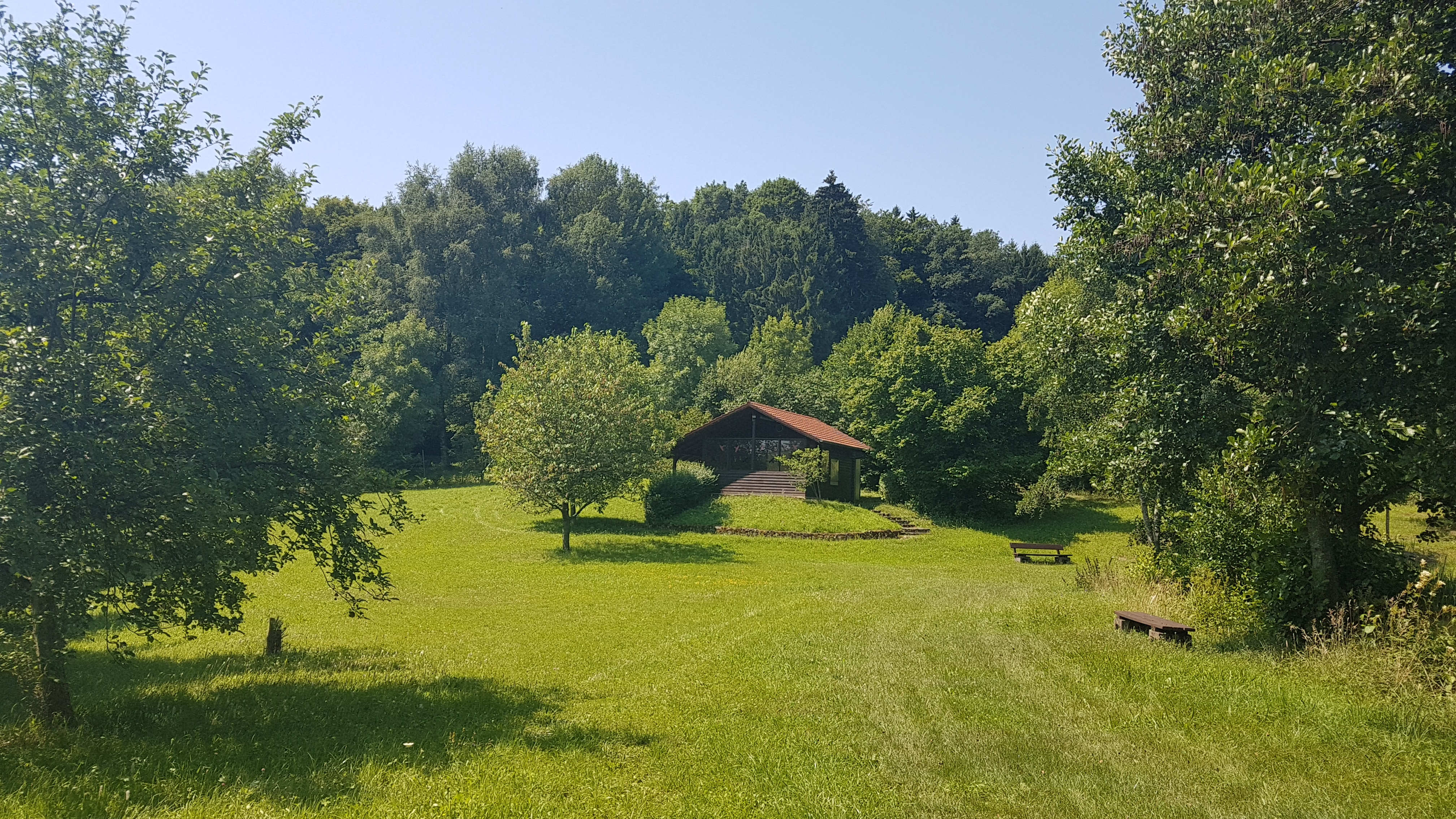
Hütte des Angelsportvereins Lauda zwischen großem und kleinem See
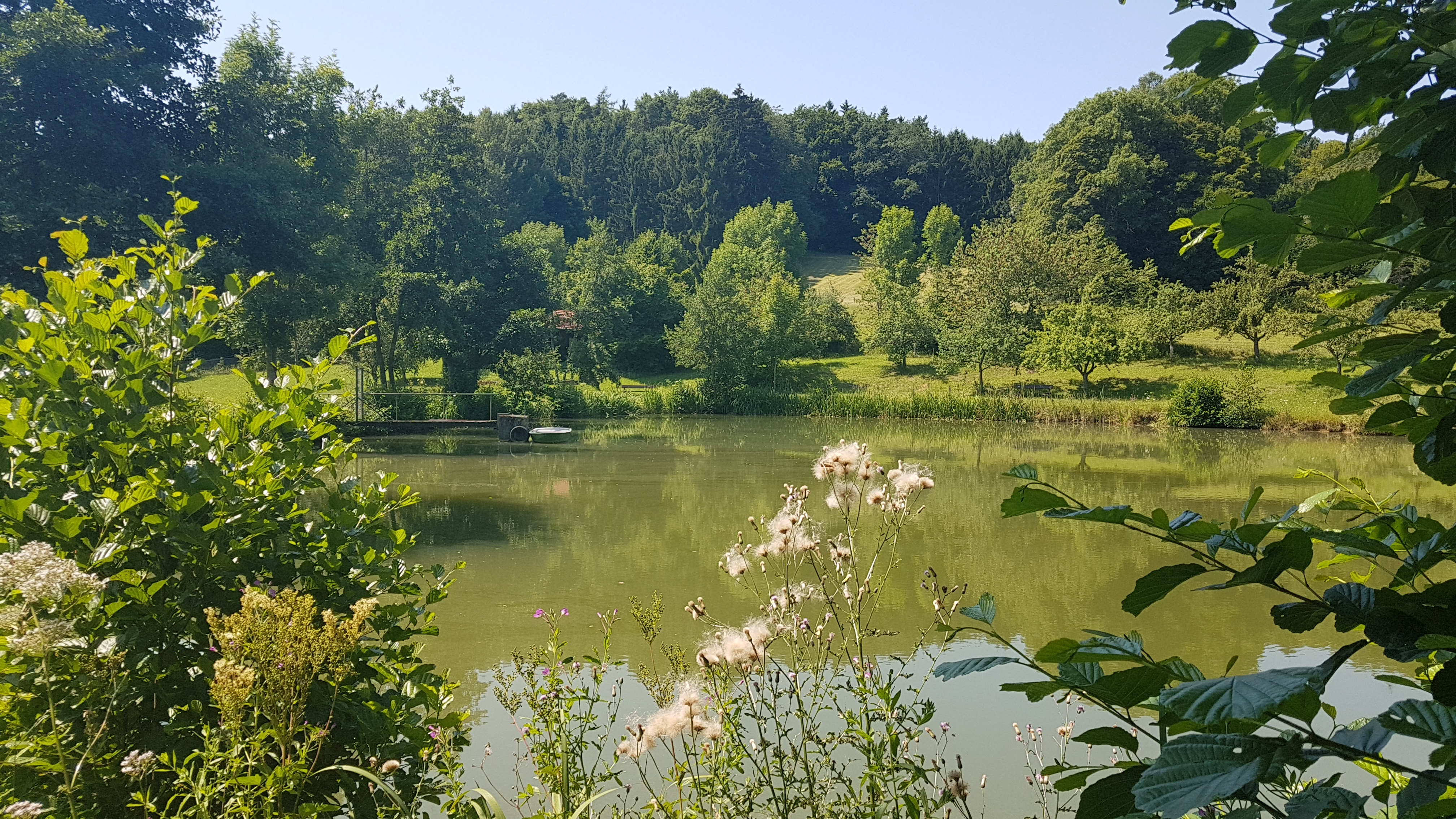
Der kleine bzw. obere Heckfelder See

#### Rad- und Wanderwege
Die umliegenden Waldungen bieten ein für Wanderer attraktives Naherholungsgebiet. Über Dittwar besteht entlang des Muckbachtalradwegs ein Anschluss zum Brehmbachtalradweg am Bahnhof Dittwar und zum Taubertalradweg bei Tauberbischofsheim.
Der Schüpfbachtalradweg führt vom Heckfelder See über Kupprichhausen, Lengenrieden und Oberschüpf bis Unterschüpf.

## Vereine
FC Heckfeld 1952 e. V.

Gründung: 1952

Zweck: Es handelt sich um einen Fußballverein. Es gibt auch eine Theater-AG.

Sonstiges: 2003 feierte man das 50-jährige Vereinsjubiläum.
Original Heckfelder Musikanten e. V. – Die „Goggolas“
Gründung: 1985

Zweck: Es handelt sich um eine Musikkapelle.

Sonstiges: Die Geschichte der Musik in Heckfeld beginnt 1920. In den 60er Jahren verschwand die Musikkapelle, bevor sie 1985 wieder neu gegründet wurde.

Bürgerverein Heckfeld – eine Dorfgemeinschaft mit Zukunft e. V.
Gründung: 2013

Mitglieder: 55

Zweck: Planung und Organisation der 800-Jahr-Feier im Jahr 2014. Langfristig dazu beitragen, Heckfeld attraktiv und lebenswert zu gestalten.